# Círculo de Tin-Essako
Tin-Essako es una subdivisión administrativa (cercle o círculo) de la región de Kidal, en Malí. En abril de 2009 tenía una población censada de 8022 habitantes y estaba formada por las siguientes comunas o municipios, que se muestran igualmente con población de abril de 2009:
- Intadjedite 5,427
- Tin-Essako 2,595[1]